# Nicola Roberts
Nicola Maria Roberts (Stamford (Lincolnshire), 5 oktober 1985) is een Brits zangeres. Ze maakt sinds 2002 deel uit van de popgroep Girls Aloud.

## Biografie

### Jeugd en Girls Aloud
Nicola Roberts heeft twee broers en een oudere zus. Ze werkte als serveerster en ze was lid van de muziekgroep Devotion, voordat ze deelnam aan de talentenjacht Popstars - The Rivals. Door dit programma werd ze lid van de popgroep Girls Aloud. Roberts schreef de liedjes "It's Magic", "I Say A Prayer for You", "Nobody But You" en "I Don't Really Hate You".
Roberts stond door haar rode haar en sproeten eerst bekend als het lelijke eendje van Girls Aloud. De andere bandleden, Cheryl Cole, Kimberley Walsh, Sarah Harding en Nadine Coyle, waren allen zongebruind. Roberts gebruikte daarom aanvankelijk veel zelfbruiner. Zij stopte hiermee rond 2007. In het televisieprogramma Passions of Girls Aloud gaf ze aan dat ze een eigen makeuplijn wilde oprichten voor mensen een lichte huid. Op 18 april 2008 werd Roberts' foundationmerk, Dainty Dolls, op de markt gebracht.
Roberts heeft een documentaire gemaakt over de risico's van zonnebaden, getiteld The Truth About Tanning.

### Begin van solocarrière
Polydor Records bracht in september 2011 Roberts' eerste soloalbum uit, getiteld Cinderella's Eyes. Deze uitgave werd in juni 2011 voorafgegaan door de single "Beat of My Drum". In september 2011 werd ook de single "Lucky Day" uitgegeven en in januari 2012 de single "Yo-Yo".